# Phyllomedusa tetraploidea
Phyllomedusa tetraploidea es una especie de anfibios de la familia Phyllomedusidae.
Habita en Argentina, Brasil y Paraguay.
Sus hábitats naturales incluyen bosques tropicales o subtropicales secos y a baja altitud, marismas de agua dulce, pastos y zonas previamente boscosas ahora muy degradadas
Está amenazada de extinción por la destrucción de su hábitat natural.